# Cystidia eurypyle
Cystidia eurypyle är en fjärilsart som beskrevs av Ménétriés 1859. Cystidia eurypyle ingår i släktet Cystidia och familjen mätare. Inga underarter finns listade i Catalogue of Life.